# Evangelische Kirche (Völkersleier)

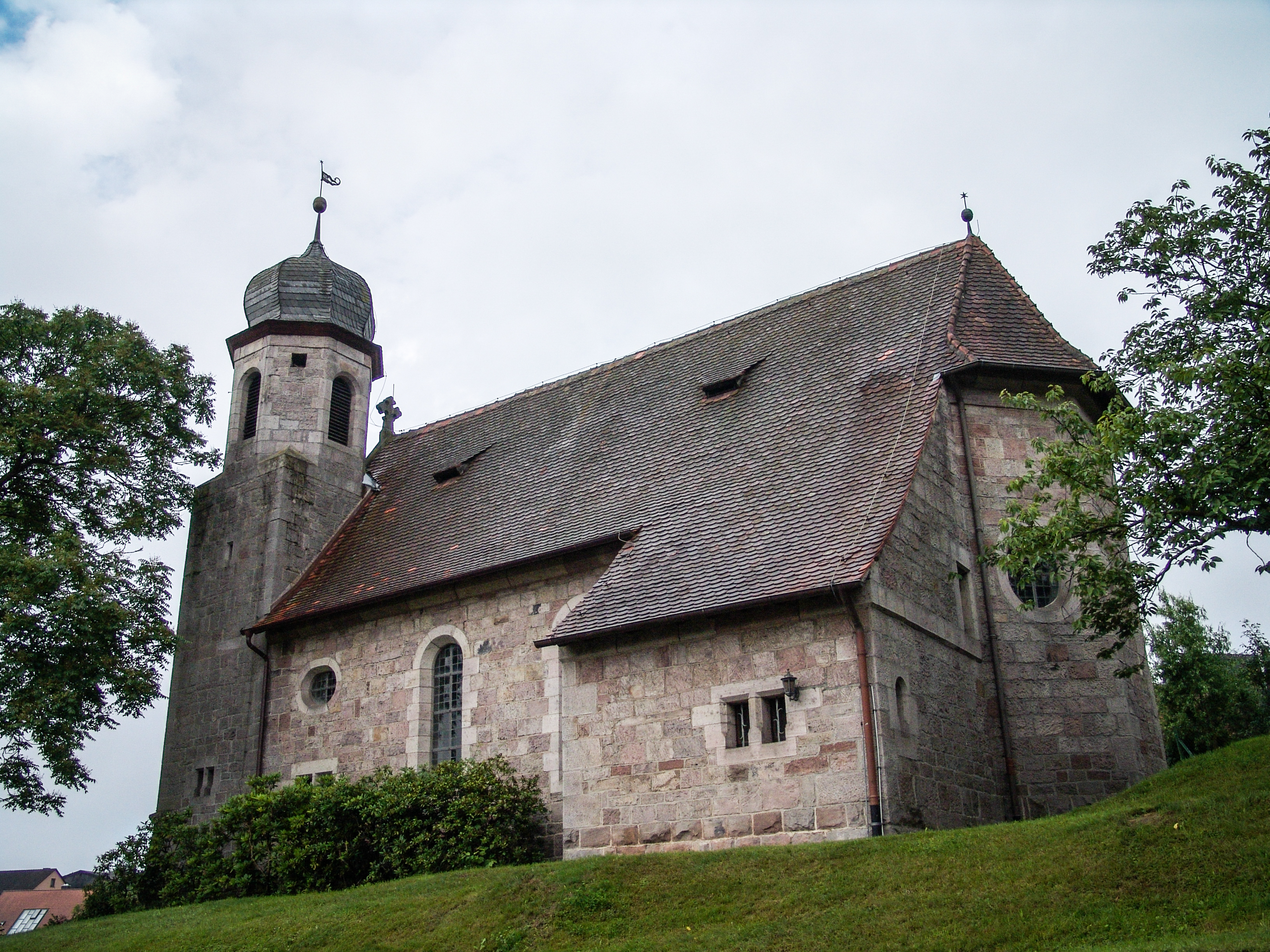
Evangelische Kirche Völkersleier

Die evangelisch-lutherische Kirche ist eine Dorfkirche in Völkersleier, einem Gemeindeteil des bayerischen Marktes Wartmannsroth im unterfränkischen Landkreis Bad Kissingen.
Die Kirche gehört zu den Baudenkmälern von Wartmannsroth und ist unter der Nummer D-6-72-161-13 in der Bayerischen Denkmalliste registriert.

## Geschichte
Eine Vorgängerkirche im Ort, die als Simultankirche angelegt war, musste im Jahr 1821 wegen Baufälligkeit abgerissen werden. Der Turm der Kirche blieb jedoch bis 1900 bestehen; die zwei alten Glocken des Turms (17. Jahrhundert) wurden für den heutigen Kirchenbau übernommen. 
Die Bauarbeiten für die heutige evangelische Kirche von Völkersleier begannen 1914 und waren wegen einer vierjährigen, durch den Ersten Weltkrieg bedingten Unterbrechung im Jahr 1920 vollendet. Der Fassadenturm ist mit dem Jahr der Vollendung bezeichnet.
Seit dem Jahr 1954 hat die Kirche drei Glocken (Gloria-Motiv).
| Nr. | Schlagton | Name          | Inschrift                                               | Gewicht | Durchmesser | Gussjahr | Glockengießer             |
| --- | --------- | ------------- | ------------------------------------------------------- | ------- | ----------- | -------- | ------------------------- |
| 1   | h´        | Große Glocke  | Ehre sei Gott in der Höhe                               | 309 kg  | 85 cm       | 1954     | Fa. Czudnochowsky, Erding |
| 2   | fis´´     | Alte Glocke   | Sigmund Arnolt von Fulda goss mich; der Kirche dien ich | 130 kg  | 57 cm       | 1617     | Sigmund Arnolt, Fulda     |
| 3   | gis´´     | Kleine Glocke | Johann von Galn und Johann Friedrich von Dhingen        | 70 kg   | 47 cm       | 1684     | Johann von Galn?          |